# Cees Joosen
Cees Joosen (* 6. Juli 1920 in Made (Noord-Brabant); † 31. Juli 1976 in Breda) war ein niederländischer Radrennfahrer.

## Sportliche Laufbahn
Joosen war im Straßenradsport aktiv. Er war von 1940 bis 1952 Unabhängiger und Berufsfahrer. 1943 wurde er Zweiter der nationalen Meisterschaft im Straßenrennen hinter Theofiel Middelkamp. 1941 war er Dritter geworden. Die Vuelta a España fuhr er 1946 und kam auf den 23. Rang. 1947 siegte er in der Acht van Chaam, 1948 wurde er dort Dritter. Er gewann in seiner Heimat einige Kriterien und Rundstreckenrennen.